# Józef Woźniak (1913–1993)
Józef Woźniak (ur. 7 lutego 1913 w Hamburgu, zm. 28 lutego 1993 w Poznaniu) – kapelan Zakładu Psychiatrycznego w Owińskach, więzień KL Dachau, kapelan obozu polskiego przy Związku Polskim w Hamburgu, tłumacz, proboszcz i kustosz Sanktuarium Maryjnego w Tulcach w latach 1961–1984.

## Życiorys
Syn Walentego i Teresy z domu Wieszczeczyńskiej. W 1920 wraz z rodzicami wrócił do Polski i zamieszkał w Ostrowie. Po maturze w ostrowskim Gimnazjum Męskim zdanej w 1933 roku, rozpoczął studia teologiczno-filozoficzne w Poznaniu i Gnieźnie. Święcenia kapłańskie otrzymał 3 czerwca 1939 roku z rąk ks. prymasa kardynała Augusta Hlonda.
Po święceniach skierowany został do pracy duszpasterskiej w Owińskach, gdzie został kapelanem przy Zakładzie Psychiatrycznym. Wkrótce po wkroczeniu wojsk hitlerowskich aresztowany, został zatrudniony w koszarach do najniższych posług.
7 października 1941 r. został aresztowany przez gestapo i przewieziony do Domu Żołnierza w Poznaniu, skąd okupanci przenieśli go do Fortu VII. 29 października 1941 r. przewieziony został do KL Dachau (numer obozowy 28-0960). Przebywał w obozie aż do wyzwolenia go przez armię amerykańską 29 kwietnia 1945. W obozie współdzielił niedolę wraz z ks. Marianem Żelazkiem, Juliuszem Zielińskim, bp Kazimierzem Majdańskim i bł. Michałem Kozalem – (ks. Woźniak był świadkiem w procesie beatyfikacyjnym bł. Michała Kozala).
We wrześniu 1945 r. został mianowany przez Ordynariusza dla Polaków w Niemczech, biskupa polowego Józefa Gawlinę, kapelanem obozu polskiego przy Związku Polskim w Hamburgu. Wikariusz generalny - ks. prałat Lubowiecki - powierzył mu opiekę duszpasterską nad chorymi Polakami w czterech szpitalach i więźniami w ośmiu więzieniach.
Ks. Woźniak sam tak opowiadał: Praca zwłaszcza wśród więźniów Polaków - była przykra. Skazany na karę śmierci przez Anglików za morderstwa popełnione w Niemczech na tle zemsty, miał prawo prosić, by 12 godzin przed wykonaniem wyroku był przy nim kapłan, który z nim jechał na plac egzekucji. Po egzekucji odwoziłem zwłoki na cmentarz w Ohlsdorf. Po kilku dniach odprowadzałem na miejsce wiecznego spoczynku. Z księgi zmarłych na cmentarzu w Ohlsdorf wyszukałem nazwiska Polaków, którzy zmarli w różnych okolicznościach w czasie wojennym. Znalazłem ok. tysiąc nazwisk. Dla sześciuset zdołałem ustawić betonowe krzyże z nazwiskiem, datą urodzenia i śmierci.
Do Polski powrócił 8 września 1946 r. Od października 1946 r. do 1 lipca 1947 r. był wikariuszem parafii Kolegiackiej w Środzie Wlkp. W latach 1947–1961 był proboszczem w Mącznikach i Bargowie, gdzie wyremontował zabudowania plebanii i kościoła po dewastacji zrobionej przez wojska radzieckie. Przede wszystkim drewniany zabytkowy kościół parafialny osadzono na betonowej podmurówce. Poza tym zelektryfikowano kościół i plebanie.
Od 1 lipca 1961 ks. Józef został proboszczem parafii Tulce i kustoszem tamtejszego Sanktuarium Maryjnego. Tutaj również wyremontował plebanię i kościół, przygotował obszerny dziedziniec, nowy ołtarz polowy, opłotował kościół i cmentarz grzebalny. W 1973 r. rozpoczął budowę kaplic w Robakowie, wsi należącej do tuleckiej parafii.
Wielką troską i serdecznością otaczał pielgrzymów zdążających zarówno do Tulec, jak i wyruszających z Poznańską Pieszą Pielgrzymką na Jasną Górę.
2 września 1979 r., dzięki staraniom ks. Woźniaka, cudowna figura Matki Bożej z Dzieciątkiem ukoronowana została przez abp Jerzego Strobę papieskimi koronami.
W dniach od 18 maja do 3 czerwca 1970 r. ks. Woźniak, jako były więzień KL Dachau wziął udział w pielgrzymce do obozu koncentracyjnego wraz z 220 księżmi obozowiczami 25-lecia ich uwolnienia.
Słabnące zdrowie, zwłaszcza po obozowych przejściach, skłoniły ks. Woźniaka, do złożenia prośby do księdza Arcybiskupa Jerzego Stroby o przeniesienie go na emeryturę. Z dniem 1 lipca 1984 r. opuścił tulecką parafię i zamieszkał w Domu Księży Emerytów na poznańskim Antoninku. Związany był z Dobrzycą, którą odwiedzał, ze względu na rodzinę, m.in. Zofię z Ciesiółków Dymną. Tu mieszkała część rodziny także urodzona w Hamburgu, w dzielnicy Wilhelmsburg, która w tym samym czasie co rodzice ks. Woźniaka powróciła do Polski, do Dobrzycy.
Do Tulec powrócił w czerwcu 1989 r. tu przeżyć uroczystość Złotych Godów Kapłaństwa.
Zmarł 28 lutego 1993 r. w Domu Księży Emerytów w Poznaniu Antoninku. Uroczystościom pogrzebowym w dniu 3 marca 1993 r. przewodniczył biskup Zdzisław Fortuniak. Zgodnie z ostatnią wolą ciało ks. Józefa Woźniaka spoczęło na tuleckim cmentarzy pośród wiernych.